# Revista Brasileira de Política Internacional
A Revista Brasileira de Política Internacional, também chamada de RBPI, é uma revista classificada como A1 no Qualis CAPES na área de Relações Internacionais.
Foi criada em 1958, sob a direção do paraibano Oswaldo Trigueiro, como a iniciativa mais ambiciosa do Instituto Brasileiro de Relações Internacionais e a primeira publicação a tratar dos temas clássicos de relações internacionais no Brasil e na América Latina. Atualmente a revista está sob responsabilidade do IBRI, no Instituto de Relações Internacionais da Universidade de Brasília (IRel/UnB), e está incorporada aos títulos do sistema Scielo de publicações.
Quando a primeira edição da RBPI foi lançada, obteve notável destaque por conta do interesse efervescente da opinião pública em relação a área de Relações Internacionais. Temas relevantes como as iniciativas diplomática do governo Juscelino Kubitschek, a Operação Panamericana, o projeto de integração latino-americana e a Política Externa Independente tiveram grande destaque nas páginas da revista a partir de análises e críticas vindas de intelectuais conhecidos da época, suscitando desde seu início uma pluralidade de opiniões. Sua criação tinha como objetivo incentivar reflexões sobre temas internacionais e dar ênfase aos assuntos de interesse da política externa brasileira.

## História
A trajetória da revista pode ser dividida em três grandes fases distintas. O período em que permaneceu no Rio de Janeiro, de 1958 até 1992, é marcado por um período de maior participação de membros fora da diplomacia e da academia. Por ser um empreendimento desvinculado do Estado, seu corpo de colaboradores contava com civis, jornalistas, políticos, e diplomatas. Esse grupo de formação heterogênea gerava uma forte expansão intelectual que enfatizava múltiplas perspectivas acerca da Política Exterior Brasileira. Seu objetivo ainda não a caracterizava como um veículo de publicações científicas, pois a área de estudo ainda não era contemplada pela academia.
A RBPI foi inspirada no Cadernos do nosso tempo em seu estrutura editorial. Por conta de influências como a das revistas International Affairs, Foreign Affairs e Politique Étrangere; a revista foi criada com o intuito de dissertar tanto o contexto dos desafios da política internacional quanto as transformações consequentes da inserção internacional do Brasil. Apoiada por membros notáveis do Ministério de Relações Exteriores, a RBPI se tornou um veículo preferencial para a divulgação das ideias e da agenda política do Ministério de Relações Exteriores e demais órgãos do Estado. Ela também suscitava debates sobre escolhas internacionais quanto a questão do desenvolvimento e a inserção internacional do Brasil, adquirindo progressivamente um caráter intelectual.
O papel da Revista Brasileira de Política Internacional ia além da produção de debates intelectuais sobre política externa. O espaço para a transcrição dos principais atos de comunicação da diplomacia oficial, de forma a incorporar discursos, documentos de posição, atos de reunião, textos de tratados e outros registros internacionais ocupava uma proporção significativa do veículo. Essa preocupação com as ações internacionais visava garantir que a sociedade não ficasse de fora dos acontecimentos gerais da política internacional.
A segunda fase é marcada pela mudança da sede do Instituto Brasileiro de Relações Internacionais para Brasília, no ano de 1993, onde se mantém até o presente momento. A revista foi acolhida por um grupo de pesquisadores da Universidade de Brasília, consolidando seu processo de transformação em um veículo de informação científica. Tal estágio ocorreu de maneira concomitante à expansão da comunidade acadêmica especializada em Relações Internacionais no Brasil. O crescimento da revista gerou novos desafios, como a necessidade de ampliação e a diversificação dos objetos de análise. Essas mudanças potencializaram as características plurais da revista.
Na terceira e última fase ocorreu uma continuidade do processo iniciado na segunda. A ruptura ocorreu com a disseminação e popularização dos modelos tradicionais de comunicação científica. O advento da internet possibilitou um crescimento exponencial no números de revistas especializadas em relações internacionais, de modo que o caráter altamente intelectualizado da revista se expandiu para atrair autores e leitores. Dessa forma, ocorreram mudanças de planejamento visando abranger o escopo de conteúdo da revista, sem deixar sua identidade de revista especializada em relações internacionais de lado.
As metas dessa nova fase envolvem a visibilidade internacional da revista e o aumento da circulação e do impacto dos artigos para a comunidade científica. Tais objetivos auxiliam a ascensão nas escalas de avaliação nacionais e internacionais e a procura de acadêmicos engajados em participar de seus futuros projetos.

## Mudança Editorial
Na transição da sede para Brasília, a Revista abandonou um período letárgico de publicação, embora nunca tenha sido descontinuada. O dinamismo de sua equipe inicial na Universidade de Brasília concretizou suas potencialidades intelectuais. A incorporação de padrões de qualidade de alto nível acadêmico atraiu a comunidade nacional de pesquisadores e a audiência internacional, assegurando presença de destaque entre os meios de comunicação especializados em Relações Internacionais da América Latina.
A Revista Brasileira de Política Internacional esteve sob a direção editorial do professor Amado Luiz Cervo, sendo substituído pelo professor Antônio Carlos Lessa após dez anos de exercício da função, cargo que continua sendo exercido pelo professor da Universidade de Brasília até hoje.
No aniversário de cinquenta anos da revista, a comemoração foi celebrado com o esforço da equipe editorial para digitalizar todas as edições publicadas entre 1958 e 1993. O acervo foi publicado no Mundorama — Iniciativa de Divulgação Científica em Relações Internacionais, da Universidade de Brasília, e está acessível desde então.
Uma nova mudança editorial lançada pelo atual editor-chefe da revista entrou em operação no ano de 2016. O modelo de publicação contínua agiliza o lançamento de novos artigos, sem a necessidade da espera de longos períodos até a publicação impressa. As consequências dessa mudança visam publicar novos artigos de maneira rápida e eficiente, de modo que os autores sejam encorajados a mandar seus artigos para a RBPI a qualquer momento e consigam retomar as pesquisas rapidamente.